# Максимович Володимир Олександрович
Максимович Володимир Олександрович (1936 - 2017) — український науковець, доктор медичних наук, професор, головний науковий співробітник відділу фізіологічних досліджень «ДП Науково-дослідний інститут медико-екологічних проблем Донбасу та вугільної промисловості (м. Донецьк)». Член Донецького відділення НТШ. Нагороджений орденом «Знак Пошани».

## Біографія
Народився 06.03.1936 р. у м. Маріуполь. Середню освіту отримав у СШ № 37 м. Донецьк. У 1953—1959 рр. навчався у Донецькому (Сталінському) медичному інституті. Після його закінчення працював у НДІ фізіології праці. У 1964 р. в Донецькому медичному інституті захистив кандидатську дисертацію на тему «Изменение реакции организма на высокую температуруи физическую работу под влиянием дибазола и аскорбиновой кислоты». Після захисту дисертації працював в Інституті гірничо-рятувальної справи (1964—1970 рр.), пізніше (з 1970 р.) — завідувачем лабораторії проти теплового захисту Донецького НДІ гігієни праці та професійних захворювань.
У 1986 р. у Київському НДІ гігієни праці і професійних захворювань захистив докторську дисертацію «Эрготермическая устойчивость рабочих угольных шахт».
Член редакційних колегій журналу «Вісник гігієни та епідеміології»; Зб.: «Проблеми екології та охорони природи техногенного регіону»; «Донецький вісник наукового товариства ім. Шевченка».
Член наукового товариства фізіологів України, наукового товариства гігієністів України, Асоціації медфізиків України.

## Наукові праці
Загальна кількість публікацій — понад 500, у тому числі 25 монографій. Має 34 винаходи.
Окремі праці:
- Максимович В. А., Мухин В. В., Беспалова С. В. Медицинская психофизика. — Донецк: Изд-во Донецкого национального университета, 2001. — 150 с.
- Максимович В. А., Максимович М. В. Математическое моделирование психики. Моногр. — Черкассы: Брама-Украина, 2006. — 184 с.
- Володимир Максимович, Максим Максимович. ТЕОРІЯ ПСИХІКИ ТА ПСИХІАТРІЇ. // Донецький вісник НТШ. т. 20. 2008 р. С. 158—189. [Архівовано 6 березня 2009 у Wayback Machine.]